# Nelson Abeijón
Nelson Javier Abeijón Pessi (né le 21 juillet 1973 à Montevideo en Uruguay) est un joueur de football international uruguayen, qui évoluait au poste de milieu de terrain.

## Biographie

### Carrière en sélection
Avec l'équipe d'Uruguay, il joue 23 matchs (pour 2 buts inscrits) entre 1994 et 2003. 
Il figure dans le groupe des sélectionnés lors des Copa América de 1995 et de 1997. La sélection uruguayenne remporte la compétition en 1995.
Il prend part à huit matchs de qualifications pour la coupe du monde, lors des éditions 1998 et 2006.

## Palmarès
Uruguay
- Copa América (1) :
  - Vainqueur : 1995.

## Parcours d'entraineur
- jan. 2016-2016 :  Oriental La Paz
- 2016-sep. 2017 :  CD Maldonado